# Кенассы в Евпатории
Караи́мские кена́ссы в Евпато́рии находятся на улице Караимской. Молитвенный комплекс крымских караимов занимает 0,25 га и состоит из здания Большой и Малой кенассы (молитвенных домов), здания религиозной школы (мидраш), благотворительной столовой, хозяйственного подворья и нескольких внутренних двориков (Виноградный, Мраморный, Ожидания молитвы, Ритуальный, Мемориальный). Издавна являлся центром религиозной жизни караимов Евпатории. С 1837 года — духовный центр караимов России.

## История комплекса кенасс
Комплекс кенасс в составе Большой кенассы и Малой кенассы был построен в начале XIX века по проекту Самуила и Соломона Бабовичей. В 1805 году было закончено возведение Большой соборной кенассы, а в 1815 году на месте обветшавшего молитвенного дома XVI века сооружено здание Малой кенассы.
Обе кенассы представляют собой двусветные здания зального типа с окнами, расположенными в два уровня. В Большой кенасса верхний ряд окон имеет стрельчатое завершение, в Малой — полукруглое. Северные фасады обрамлены остеклёнными арочными галереями-верандами («азара»), где ожидали начала службы старейшины общины. Входы в здания выполнены в форме стрельчатых арок, украшенных резьбой по камню. Кровля зданий — черепичная четырёхскатная.
В 1851 году в память о посещении кенасс императором Александром I (ноябрь 1825) был установлен мраморный обелиск. Центральные ворота кенасс, выполненные в стиле Ренессанс по проекту архитектора Евгения Исаковича, появились в 1900 году.
В 1927 году обе кенассы были закрыты и не использовались до 1939 года. В 1927 году  в кенассах был открыт антирелигиозный музей и караимский национальный клуб. В 1942 году, во время немецкой оккупации, была открыта Малая кенасса, тогда же в Большой кенассе был воссоздан музей караимов. После освобождения Крыма Большая кенасса с согласия общины была передана под детский сад. Последнее закрытие Малой кенассы произошло в 1959 году.
В разные годы в зданиях комплекса располагались различные советские учреждения: антирелигиозный музей, курсы медсестер, спортивные секции, детский сад, бюро технической инвентаризации, краеведческий музей.
С 1991 года руководителем Евпаторийской караимской религиозной общины является Виктор Захарович Тирияки. По его инициативе был создан фонд восстановления Малой кенассы в Евпатории. В 1998—1999 гг. он руководил строительными работами по восстановлению памятника.
13 сентября 2005 кенасса была снова открыта.
В 2007 году была закончена реставрация мраморного обелиска, на верхушке которого, после длительного отсутствия, был восстановлен двуглавый орёл из позолоты.
Комплекс кенасс — памятник архитектуры XVIII в. государственного значения. В настоящее время в нём проводятся экскурсии, работает караимская библиотека «Карай-битиклиги», а также размещены небольшой музей караимской культуры и кафе караимской кухни под названием «Караман».

## Большая (Соборная) кенасса

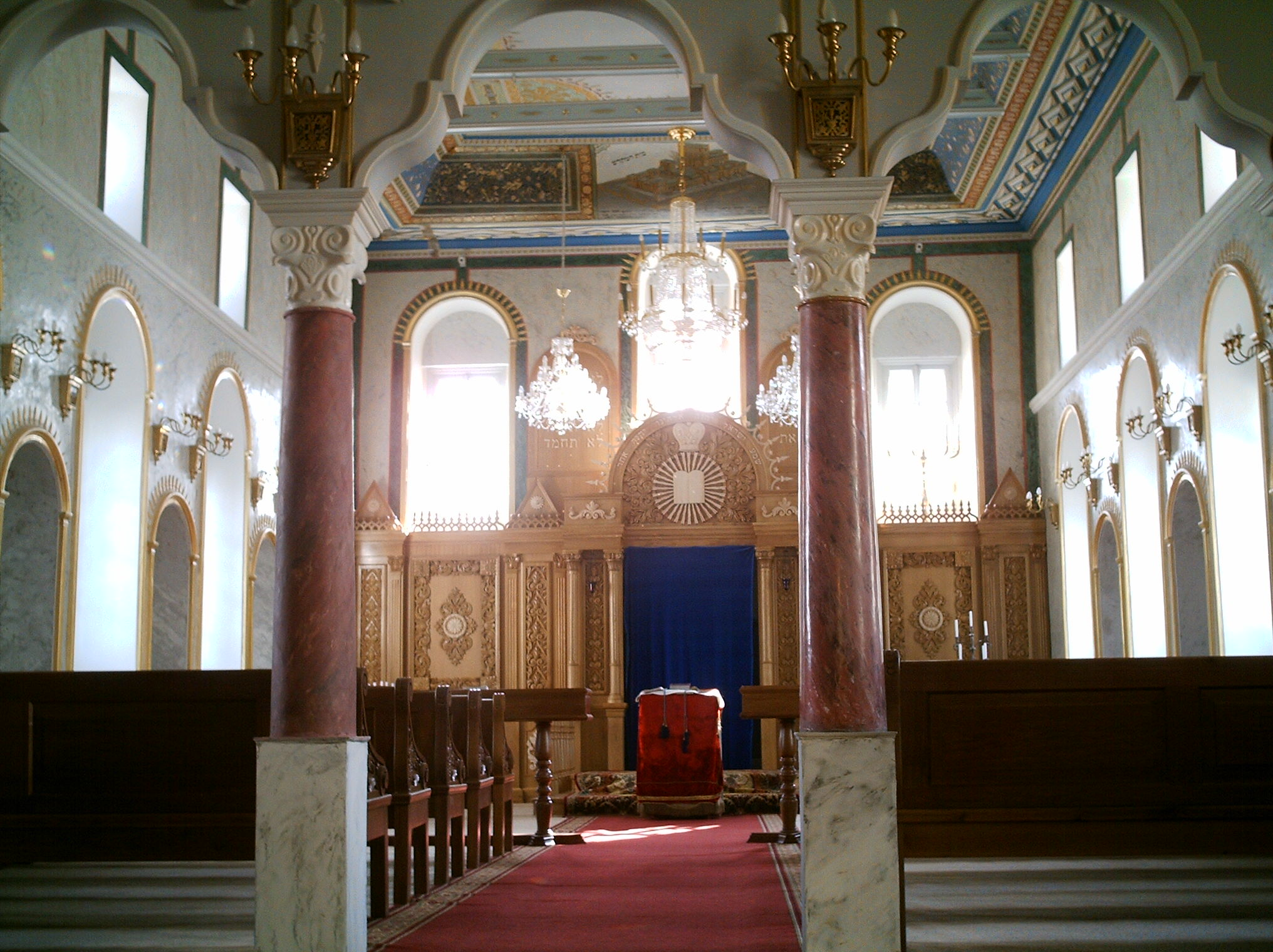
Интерьер Большой соборной кенассы

Построена в 1805—1807 гг. Предназначается для праздничных богослужений.
На западной стене кенассы установлена известняковая мемориальная плита с надписью, русский текст которой гласит «Суббота 5 февраля 1855 г. Ядро россійск. орудія». Считалось, что кенасса пострадала во время Крымской войны. Однако, как выяснилось в ходе предреставрационного исследования, ядро было изготовлено из камня как одно целое с мемориальной плитой, и западная стена большой кенассы, в которой во время войны располагался арсенал турецкой армии, никак не могла попасть под обстрел, так как штурм города вёлся с северо-восточной стороны.
Вновь открыта 9 сентября 2005.

## Малая кенасса
Построена в 1815 году.

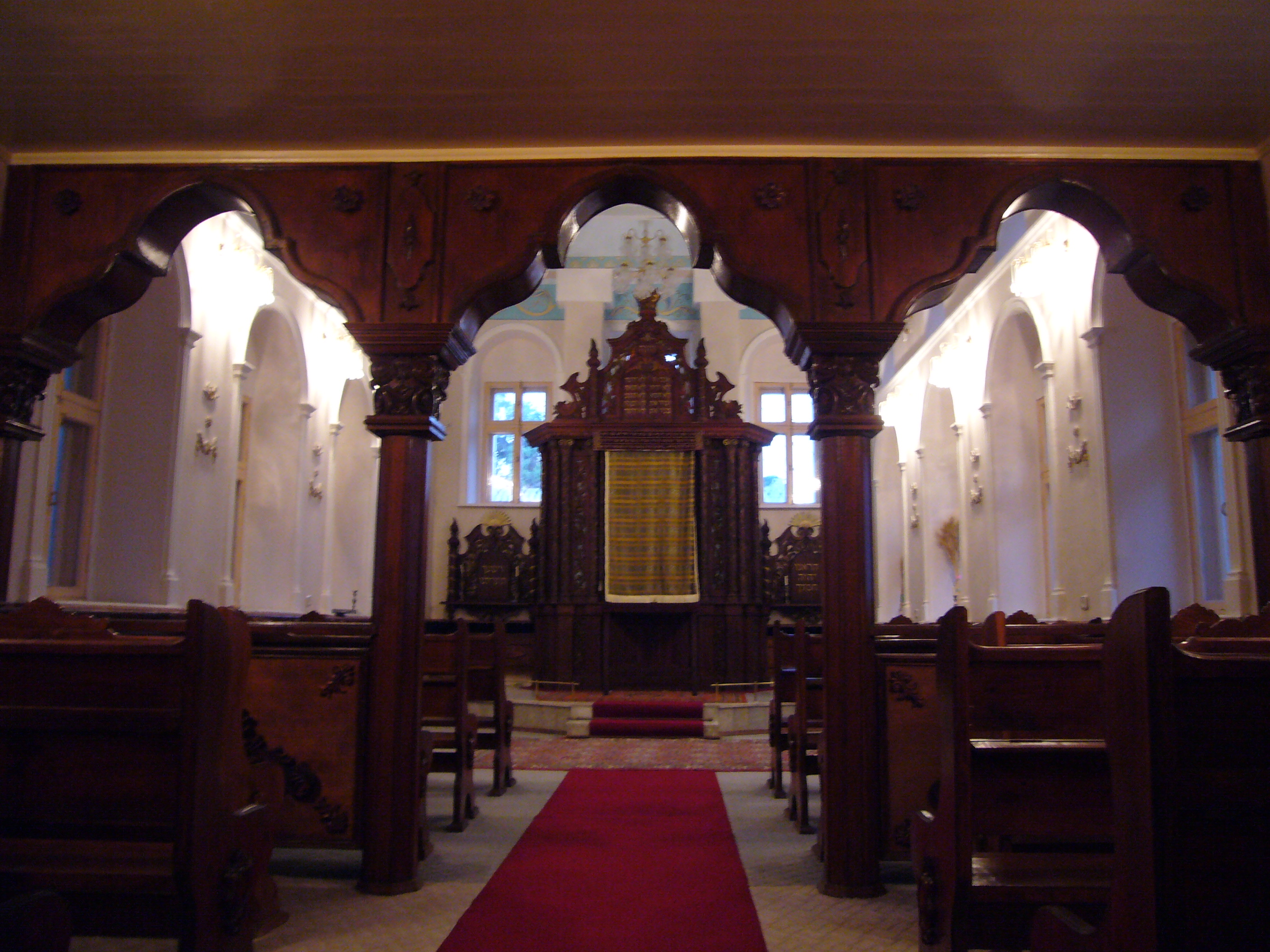
Интерьер Малой кенассы после реставрации

Малая кенасса используется для богослужения в будние дни и обычные субботы.
Сохранилась каменная лестница, которая вела к отдельному входу на зарешеченный балкон для караимских женщин.
Старинный алтарь Малой кенассы ранее находился в караимской кенассе города Галич.
Здание Малой кенассы восстановлено силами караимов в 1999 году. Освящение состоялось 4 сентября 1999 года.

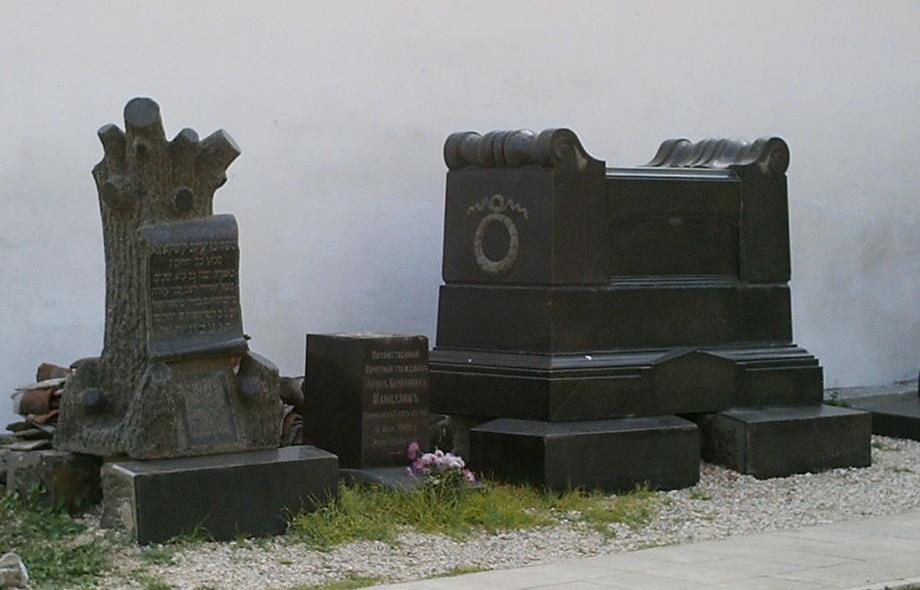
Караимский лапидарий

## Газзаны

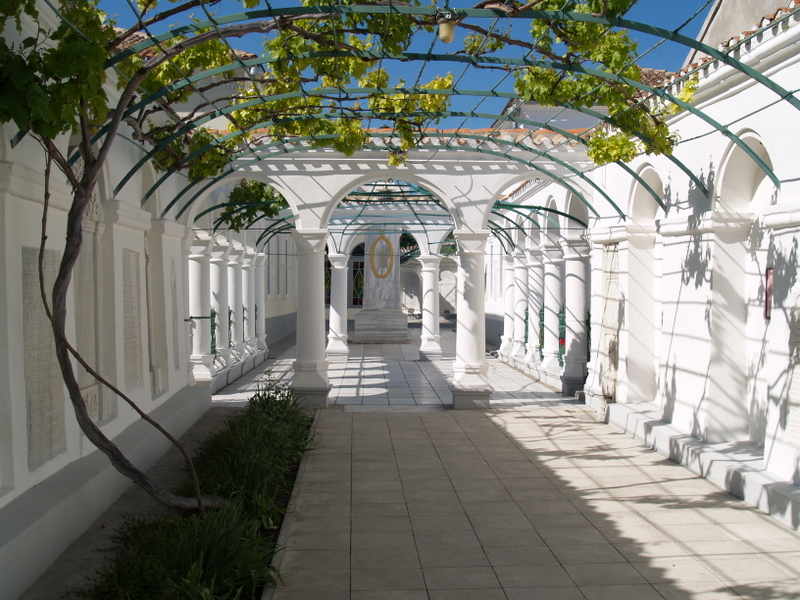
Дворик евпаторийской кенассы

| Имя                              | Годы жизни   | Годы служения        | Комментарии                |
| -------------------------------- | ------------ | -------------------- | -------------------------- |
| Алты-Ока, Аарон Авраамович       | 1797—1865    |                      | Старший газзан             |
| Бабаджан, Авраам Исаакович       | 1790—1855    |                      | Газзан Малой кенаса 12 лет |
| Джигит, Соломон Юфудович         | 1874—?       | 1944—1946            | Газзан                     |
| Дубинский, Сима Хилькиевич       | 1898—1902    |                      | Старший газзан             |
| Ельяшевич, Борис Саадьевич       | 1881—1971    | 1915—1929, 1946—1971 | Старший газзан             |
| Ефет, Авраам Моисеевич           | 1833—1896    | 1865—1896            | Старший газзан             |
| Кальфа, Рафаил Яковлевич         | ?—?          | 1941—1944            | Газзан                     |
| Катык, Арон Ильич                | 1883—1942    | 1916—1922            | Старший газзан             |
| Луцкий, Авраам Иосиф-Соломонович | 1793—1855    | 1844—1855            | Старший газзан             |
| Луцкий, Иосиф-Соломон Моисеевич  | 1768—1844    | 1803—1844            | Старший газзан             |
| Нейман, Самуил Моисеевич         | 1844—1916    | 1895—1916            | Младший газзан             |
| Султанский, Исаак Мордехаевич    | 1824—1899    |                      | Старший газзан             |
| Тирияки, Виктор Захарович        | род. 1955 г. | с 1991 г.            | Газзан обеих кенас         |

## Дворики

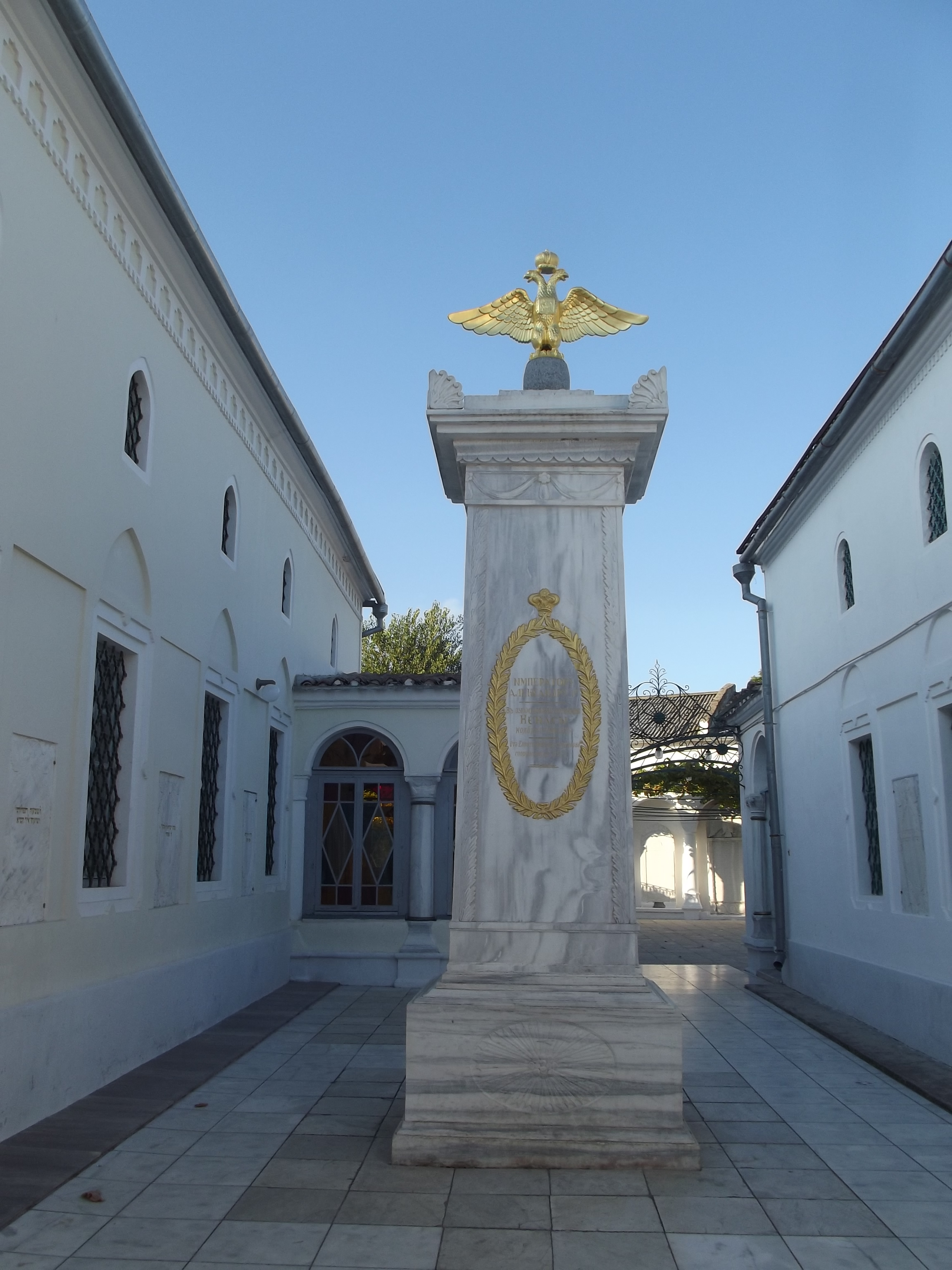
Обелиск в честь посещения кенас императором Александром I

Между зданиями анфиладой располагаются три дворика, где верующие собирались перед службой и проходили собрания общины. Первый дворик начинается от главного входа, пышный ренессансный портал которого с затейливыми коваными воротами сооружен в 1900 году. Дворик напоминает коридор, обрамлённый глухими аркадами. Над головой — беседка, увитая виноградом (самой старой лозе — около 150 лет), в нишах и на пилонах плиты из белого итальянского мрамора с цитатами из Священного писания и именами филантропов. В глубине дворика высится мраморный обелиск в память о посещении кенасс императором Александром I. В одной из ниш — фонтан. Следующий, почти квадратный в плане, дворик обрамлён мраморной аркадой и замощён мраморными плитами, за ним дворик ожидания со скамьями, где находятся входы в кенассы. Завершает ансамбль небольшой садик с металлической беседкой. Здесь растут кусты граната, который считается священным растением у караимов, поскольку в каждом плоде граната содержится 613 зёрен, что соответствует числу заповедей Торы.